# باربارا وائوکوونا
باربارا وائوکوونا (لهستانی: Barbara Wałkównas؛ زادهٔ ۵ ژانویه ۱۹۳۳–۲۸ ژانویه ۲۰۱۸) بازیگر اهل لهستان بود.
از فیلم‌ها یا مجموعه‌های تلویزیونی که وی در آن‌ها نقش داشته‌است، می‌توان به به‌دور از جاده، طرح‌واره‌های زغالی، معما، نامت یوستینه است، سکسمیشن، ماگدا ام.، طایفه و در خیابان سپولنی اشاره نمود.